# Андрей Каристский
Андрей Каристский (ум. ок. 217 г. до н.э.) — врач школы «догматиков», т. е. последователей александрийских врачей Герофила и Эрасистрата. Один из наиболее известных представителей эпохи «после Герофила».

## Биография
По мнению историка медицины Д. А. Балалыкина, различные прозвища, упоминаемые в источниках, такие, как «Андрей из Кариста», «Андрей — последователь Герофила», «Андрей — сын Хрисарея», «Андрей Александрийский», в действительности,  принадлежали одному историческому лицу.
Как считает Генрих фон Штаден, специалист по истории медицины из США, в пользу данной версии говорит сразу несколько факторов. Во-первых, в античной медицинской литературе сравнительно редко встречаются упоминания о врачах по имени Андрей. Ещё более редким можно считать занятие врачом — последователем Герофила должности при дворе Птолемеев, как, впрочем, и сочетание в античном лейб-медике талантов учёного и писателя.
Отцом Андрея, предположительно, был Хрисарей из города Кариста, расположенного на острове Эвбея. Сам Андрей служил врачом при дворе Птолемея IV и, согласно одному из источников, «был убит в присутствии своего государя незадолго до битвы при Рафии (217 г. до н.э.)».

## Научная деятельность

### Научные интересы и мировоззрение
Один из исследователей отмечает, что «Андрей Александрийский интересовался проблемами физиологии, в частности, природой и местонахождением центра управления произвольными функциями. По его мнению, не существовало высшей силы, направляющей способность человека к жизни и разуму, которая отождествлялась бы с понятием „душа“». Такие понятия, как «разум», «чувства», «душа», для античного учёного были равнозначны.

### Научные труды
Андрей считается автором нескольких научных работ:
- «Шкатулка» (объёмное сочинение «о лекарствах и косметических средствах»)
- «О генеалогии врачей» и «О ложных верованиях» (обе посвящены  истории медицины)
- «О ядовитых животных».

Кроме того, он является автором работы, посвящённой практике акушерства.